# Lijst van voetbalinterlands Turkije - Zwitserland
Deze lijst van voetbalinterlands is een overzicht van alle officiële voetbalwedstrijden tussen de nationale teams van Turkije en Zwitserland. De landen speelden tot op heden zestien keer tegen elkaar. De eerste ontmoeting, een vriendschappelijke wedstrijd, werd gespeeld in Ankara op 1 juni 1952. Het laatste duel, een groepswedstrijd tijdens het Europees kampioenschap voetbal 2020, vond plaats op 20 juni 2021 in Bakoe (Azerbeidzjan).

## Wedstrijden
| №  | Plaats       | Datum             | Competitie           | Wedstrijd             | Uitslag |
| -- | ------------ | ----------------- | -------------------- | --------------------- | ------- |
| 1  | Ankara       | 1 juni 1952       | Vriendschappelijk    | Turkije – Zwitserland | 1 – 5   |
| 2  | Bern         | 25 mei 1953       | Vriendschappelijk    | Zwitserland – Turkije | 1 – 2   |
| 3  | Istanboel    | 24 september 1969 | Vriendschappelijk    | Turkije – Zwitserland | 3 – 0   |
| 4  | Zürich       | 26 september 1971 | Vriendschappelijk    | Zwitserland – Turkije | 4 – 0   |
| 5  | Basel        | 9 mei 1973        | WK 1974 kwalificatie | Zwitserland – Turkije | 0 – 0   |
| 6  | İzmir        | 18 november 1973  | WK 1974 kwalificatie | Turkije – Zwitserland | 2 – 0   |
| 7  | İzmir        | 1 december 1974   | EK 1976 kwalificatie | Turkije – Zwitserland | 2 – 1   |
| 8  | Zürich       | 30 april 1975     | EK 1976 kwalificatie | Zwitserland – Turkije | 1 – 1   |
| 9  | Sankt Gallen | 28 augustus 1985  | Vriendschappelijk    | Zwitserland – Turkije | 0 – 0   |
| 10 | Adana        | 12 maart 1986     | Vriendschappelijk    | Turkije – Zwitserland | 1 – 0   |
| 11 | Istanboel    | 14 december 1994  | EK 1996 kwalificatie | Turkije – Zwitserland | 1 – 2   |
| 12 | Bern         | 26 april 1995     | EK 1996 kwalificatie | Zwitserland – Turkije | 1 – 2   |
| 13 | Bern         | 12 november 2005  | WK 2006 kwalificatie | Zwitserland – Turkije | 2 – 0   |
| 14 | Istanboel    | 16 november 2005  | WK 2006 kwalificatie | Turkije – Zwitserland | 4 – 2   |
| 15 | Bazel        | 11 juni 2008      | EK 2008              | Zwitserland – Turkije | 1 – 2   |
| 16 | Bakoe        | 20 juni 2021      | EK 2020              | Zwitserland – Turkije | 3 − 1   |

## Samenvatting
| Competitie        | Totaal gespeeld | Winst Turkije | Gelijk | Winst Zwitserland | Doelsaldo Turkije – Zwitserland |
| ----------------- | --------------- | ------------- | ------ | ----------------- | ------------------------------- |
| WK-kwalificatie   | 4               | 2             | 1      | 1                 | 6 − 4                           |
| EK-eindronde      | 2               | 1             | 0      | 1                 | 3 − 4                           |
| EK-kwalificatie   | 4               | 2             | 1      | 1                 | 6 − 5                           |
| Vriendschappelijk | 6               | 3             | 1      | 2                 | 7 − 10                          |
| Totaal            | 16              | 8             | 3      | 5                 | 22 − 23                         |

## Details

### Vijfde ontmoeting
| WK 1974 kwalificatie (Basel, Zwitserland, 9 mei 1973): |       |         |
| Zwitserland                                            | 0 – 0 | Turkije |
|                                                        | goals |         |

### Negende ontmoeting
| Vriendschappelijk (Sankt Gallen, Zwitserland, 28 augustus 1985): |       |         |
| Zwitserland                                                      | 0 – 0 | Turkije |
|                                                                  | goals |         |

### Elfde ontmoeting
| EK 1996 kwalificatie (Istanboel, Turkije, 14 december 1994): |       |                                    |
| Turkije                                                      | 1 – 2 | Zwitserland                        |
| Recep Çetin 40'                                              | goals | 7' Marcel Koller 16' Thomas Bickel |
| - Debuut van Cengiz Atila (Trabzonspor) voor Turkije.        |       |                                    |

### Dertiende ontmoeting
| WK 2006 kwalificatie (Bern, Zwitserland, 12 november 2005): |       |         |
| Zwitserland                                                 | 2 – 0 | Turkije |
| Philippe Senderos 41' Valon Behrami 86'                     | goals |         |

### Veertiende ontmoeting
Zwitserland plaatste zich voor het Wereldkampioenschap voetbal 2006 door een 2-0 thuisoverwinning. Direct na afloop van het duel, dat onder leiding stond van de Belgische leidsman Frank De Bleeckere, braken ongeregeldheden uit, zowel aan de rand van het veld als in de spelerstunnel. De Zwitserse reservespeler Stéphane Grichting belandde in het ziekenhuis. De Turkse assistent-coach Mehmet Özdilek nam ontslag nadat tv-beelden zijn aandeel in de vechtpartijen hadden aangetoond. De FIFA kondigde een onderzoek aan naar de vechtpartij De Turken bleken slechte verliezers en deelden na afloop in en rond de spelerstunnel rake klappen uit. Voor straf moest Turkije de eerstvolgende drie kwalificatieduels op neutraal terrein en zonder publiek spelen
| WK 2006 kwalificatie (Istanboel, Turkije, 16 november 2005):                                                                                                 |              | |
| Turkije | 4 – 2        | Zwitserland |
| Tuncay Şanlı 24' Tuncay Şanlı 37' Necati Ateş 81' (pen.) Tuncay Şanlı 88'                                                                                    | goals        | 2' (pen.) Alexander Frei 84' Marco Streller |
| Fatih Terim | bondscoach   | Köbi Kuhn |
| Volkan Demirel Hamit Altıntop Tolga Seyhan Alpay Özalan Ergün Penbe Serhat Akın 70' Selçuk Şahin Emre Belözoğlu 81' Tuncay Şanlı Necati Ateş 80' Hakan Şükür | opstellingen | Pascal Zuberbühler 46' Philipp Degen Patrick Müller Philippe Senderos Christoph Spycher Johann Vogel Tranquillo Barnetta Ricardo Cabanas Raphael Wicky 33' Daniel Gygax Alexander Frei |
| Tümer Metin 70' Fatih Tekke 80' Yıldıray Baştürk 81' | wissels      | 33' 87' Marco Streller 46' Valon Behrami 87' Benjamin Huggel |
| Selçuk Şahin 11' Emre Belözoğlu 21' Tolga Seyhan 44' Ergün Penbe 66' Serhat Akın 70' Tümer Metin 73'                                                         | gele kaarten | 9' Philipp Degen 52' Marco Streller 63' Pascal Zuberbühler 67' Valon Behrami |

### Vijftiende ontmoeting
| EK 2008 (Basel, Zwitserland, 11 juni 2008): |                 | |
| Zwitserland | 1 – 2           | Turkije |
| Hakan Yakin 32' | goals (assists) | 57' Semih Şentürk 90+3' Arda Turan |
| Köbi Kuhn | bondscoach      | Fatih Terim |
| Diego Benaglio Ludovic Magnin Philippe Senderos Stephan Lichtsteiner Gökhan Inler Hakan Yakin 85' Eren Derdiyok Gelson Fernandes 76' Tranquillo Barnetta 66' Valon Behrami Patrick Müller | opstellingen    | Servet Çetin Hakan Balta Mehmet Aurélio 85' Nihat Kahveci 46' Gökdeniz Karadeniz 46' Tümer Metin Arda Turan Emre Aşık Tuncay Şanlı Hamit Altıntop Volkan Demirel |
| Johan Vonlanthen 66' Ricardo Cabanas 76' Daniel Gygax 85' | wissels         | 46' Mehmet Topal 46' Semih Şentürk 85' Colin Kâzım-Richards |
| Eren Derdiyok 55' | gele kaarten    | 48' Hakan Balta 41' Mehmet Aurélio 31' Tuncay Şanlı |

TFF · A-internationals · Selecties · Bondscoaches · Turks vrouwenelftal · Olympisch elftal · Turkije U21 · Turkije U20 · Turkije U19 · Turkije U18 · Turkije U17 · Turkije U16
1923 – 1929 · 
1930 – 1939 · 
1940 – 1949 · 
1950 – 1959 · 
1960 – 1969 · 
1970 – 1979 · 
1980 – 1989 · 
1990 – 1999 · 
2000 – 2009 · 
2010 – 2019 ·
2020 − 2029
EK 1996 · 
EK 2000 · 
EK 2008 · 
EK 2016 ·
EK 2020 ·
EK 2024 · WK 1954 · WK 2002 · OS 1924 · 
OS 1928 · 
OS 1936 · 
OS 1948 · 
OS 1952 · 
OS 1960
1923 · 
1924 · 
1925 · 
1926 · 
1927 · 
1928 · 
1929 · 1930 · 
1931 · 
1932 · 
1933 · 1934 · 1935 · 
1936 · 
1937 · 
1938 · 1939 · 1940 · 1941 · 1942 · 1943 · 1944 · 1945 · 1946 · 1947 · 
1948 · 
1949 · 
1950 · 
1952 · 
1952 · 
1953 · 
1954 · 
1955 · 
1956 · 
1957 · 
1958 · 
1959 · 
1960 · 
1961 · 
1962 · 
1963 · 
1964 · 
1965 · 
1966 · 
1967 · 
1968 · 
1969 · 
1970 · 
1971 · 
1972 · 
1973 · 
1974 · 
1975 · 
1976 · 
1977 · 
1978 · 
1979 · 
1980 · 
1981 · 
1982 · 
1983 · 
1984 · 
1985 · 
1986 · 
1987 · 
1988 · 
1989 · 
1990 · 
1991 · 
1992 · 
1993 · 
1994 · 
1995 · 
1996 · 
1997 · 
1998 · 
1999 · 
2000 · 
2001 · 
2002 · 
2003 · 
2004 · 
2005 · 
2006 · 
2007 · 
2008 · 
2009 · 
2010 · 
2011 · 
2012 · 
2013 · 
2014 · 
2015 ·
2016 ·
2017 ·
2018 ·
2019 ·
2020 ·
2021 ·
2022 ·
2023 ·
2024
Albanië ·
Algerije ·
Andorra ·
Angola ·
Armenië ·
Australië ·
Azerbeidzjan ·
België ·
Bosnië en Herzegovina ·
Brazilië ·
Bulgarije ·
Canada ·
Chili ·
China ·
Colombia ·
Costa Rica ·
DDR ·
Denemarken ·
Duitsland ·
Ecuador ·
Egypte ·
Engeland ·
Estland ·
Ethiopië ·
Faeröer ·
Finland ·
Frankrijk ·
Georgië ·
Ghana ·
Gibraltar ·
Griekenland ·
Guinee ·
Honduras ·
Hongarije ·
Ierland ·
IJsland ·
Irak ·
Iran ·
Israël ·
Italië ·
Ivoorkust ·
Japan ·
Joegoslavië ·
Kameroen ·
Kazachstan ·
Kosovo ·
Kroatië ·
Letland ·
Libanon ·
Libië ·
Liechtenstein ·
Litouwen ·
Luxemburg ·
Maleisië ·
Malta ·
Mexico ·
Moldavië ·
Montenegro · 
Nederland ·
Nieuw-Zeeland ·
Noord-Ierland ·
Noord-Macedonië ·
Noorwegen ·
Oekraïne ·
Oezbekistan ·
Oostenrijk ·
Pakistan ·
Paraguay ·
Polen ·
Portugal ·
Qatar · 
Roemenië ·
Rusland ·
San Marino ·
Saoedi-Arabië ·
Schotland ·
Senegal ·
Servië ·
Slovenië · 
Slowakije ·
Sovjet-Unie ·
Spanje ·
Syrië ·
Tsjechië ·
Tsjecho-Slowakije ·
Tunesië ·
Uruguay ·
Verenigde Staten ·
Wales ·
Wit-Rusland ·
Zuid-Afrika ·
Zuid-Korea ·
Zweden ·
Zwitserland
Brazilië (2002, 1) · 
Costa Rica (2002) · 
Duitsland (2008) · 
Italië (2021) · 
Kroatië (2008) · 
Kroatië (2016) · 
Portugal (2008) · 
Spanje (2016) · 
Tsjechië (2008) · 
Wales (2021) · 
Zwitserland (2008) · 
Zwitserland (2021)
SFV · A-internationals · Selecties · Bondscoaches · Zwitsers vrouwenelftal · Olympisch elftal · Zwitserland U21 · Zwitserland U19 · Zwitserland U18 · Zwitserland U17 · Zwitserland U16 · Vrouwen U17
1905 – 1919 · 
1920 – 1929 · 
1930 – 1939 · 
1940 – 1949 · 
1950 – 1959 · 
1960 – 1969 · 
1970 – 1979 · 
1980 – 1989 · 
1990 – 1999 · 
2000 – 2009 · 
2010 – 2019 · 
2020 – 2029
EK's: 1996 · 
2004 · 
2008 · 
2016 · 
2020 · 
2024
WK's: 1934 · 
1938 · 
1950 · 
1954 · 
1962 · 
1966 · 
1994 · 
2006 · 
2010 · 
2014 · 
2018 · 
2022
OS: 1924 · 
1928 · 
2012
1905 · 
1906 · 1907 · 
1908 · 
1909 · 
1910 · 
1911 · 
1912 · 
1913 · 
1914 · 
1915 · 
1916 · 
1917 · 
1918 · 
1919 · 
1920 · 
1921 · 
1922 · 
1923 · 
1924 · 
1925 · 
1926 · 
1927 · 
1928 · 
1929 · 
1930 · 
1931 · 
1932 · 
1933 · 
1934 · 
1935 · 
1936 · 
1937 · 
1938 · 
1939 · 
1940 · 
1941 · 
1942 · 
1943 · 
1944 · 
1945 · 
1946 · 
1947 · 
1948 · 
1949 · 
1950 · 
1952 ·
1952 · 
1953 · 
1954 · 
1955 · 
1956 · 
1957 · 
1958 · 
1959 · 
1960 · 
1961 · 
1962 · 
1963 · 
1964 · 
1965 · 
1966 · 
1967 · 
1968 · 
1969 · 
1970 · 
1971 · 
1972 · 
1973 · 
1974 · 
1975 · 
1976 · 
1977 ·
1978 · 
1979 · 
1980 · 
1981 · 
1982 · 
1983 · 
1984 · 
1985 · 
1986 · 
1987 · 
1988 · 
1989 · 
1990 ·
1991 · 
1992 · 
1993 · 
1994 ·
1995 · 
1996 · 
1997 · 
1998 · 
1999 · 
2000 · 
2001 · 
2002 · 
2003 · 
2004 · 
2005 · 
2006 · 
2007 · 
2008 · 
2009 · 
2010 · 
2011 · 
2012 · 
2013 ·
2014 ·
2015 ·
2016 ·
2017 ·
2018 ·
2019 ·
2020 ·
2021 ·
2022
Albanië ·
Algerije · 
Andorra · 
Argentinië ·
Australië ·
Azerbeidzjan ·
België ·
Bolivia ·
Bosnië en Herzegovina ·
Brazilië ·
Bulgarije ·
Canada ·
Chili ·
China ·
Colombia ·
Costa Rica ·
Cyprus ·
Denemarken ·
DDR ·
Duitsland ·
Ecuador ·
Egypte ·
Engeland · 
Estland ·
Faeröer ·
Finland ·
Frankrijk ·
Georgië ·
Ghana ·
Gibraltar ·
Griekenland ·
Honduras ·
Hongarije ·
Hongkong ·
Ierland ·
IJsland ·
Israël ·
Italië ·
Ivoorkust ·
Jamaica ·
Japan ·
Joegoslavië ·
Kameroen ·
Kenia ·
Kosovo ·
Kroatië ·
Letland ·
Liechtenstein ·
Litouwen ·
Luxemburg ·
Malta ·
Marokko ·
Mexico ·
Moldavië ·
Montenegro ·
Nederland ·
Nigeria ·
Noord-Ierland ·
Noorwegen ·
Oekraïne ·
Oman ·
Oostenrijk ·
Panama ·
Peru ·
Polen ·
Portugal ·
Qatar ·
Roemenië ·
Rusland ·
Saarland ·
San Marino ·
Schotland ·
Servië ·
Slovenië ·
Slowakije ·
Sovjet-Unie · 
Spanje ·
Togo ·
Tsjechië ·
Tsjecho-Slowakije ·
Tunesië ·
Turkije ·
Uruguay ·
Venezuela ·
VA Emiraten ·
Verenigde Staten ·
Wales ·
Wit-Rusland ·
Zimbabwe ·
Zuid-Korea ·
Zweden
Albanië (2016) ·
Argentinië (2014) ·
Brazilië (2018) ·
Chili (2010) ·
Costa Rica (2018) ·
Ecuador (2014) ·
Frankrijk (2006) ·
Frankrijk (2014) ·
Frankrijk (2016) ·
Frankrijk (2021) ·
Honduras (2010) · 
Honduras (2014) · 
Italië (2021) · 
Oekraïne (2006) ·
Portugal (2008)  · 
Portugal (2022) · 
Roemenië (2016) · 
Servië (2018) ·
Spanje (2010) ·
Spanje (2021) ·
Togo (2006) ·
Tsjechië (2008) ·
Turkije (2008) ·
Turkije (2021) ·
Wales (2021) ·
Zuid-Korea (2006) ·
Zweden (2018)